# Claudia Gesell
Claudia Andrea Barbara Gesell (* 18. Dezember 1977 in Tirschenreuth), verheiratete Claudia Meier-Gesell, ist eine ehemalige deutsche Mittelstreckenläuferin, die sich auf die 800-Meter-Strecke spezialisiert hatte.

## Karriere
1993 wechselte sie vom Triathlon zur Leichtathletik und wurde 1996 in Sydney Junioren-Weltmeisterin über 800 Meter und mit der deutschen 4-mal-400-Meter-Staffel. 1999 wurde sie über 800 Meter U23-Europameisterin und kam bei den Weltmeisterschaften in Sevilla ebenso ins Halbfinale wie ein Jahr später bei den Olympischen Spielen in Sydney.
Bei den Europameisterschaften 2002 in München und bei den Weltmeisterschaften 2003 in Paris/Saint-Denis wurde sie jeweils Fünfte. In der Saison 2004 war sie durch mehrere grippale Infekte gehandicapt und schied bei den Olympischen Spielen in Athen im Vorlauf aus.
Nach den Halleneuropameisterschaften in Madrid, die sie als Sechste beendete, zog sie sich eine Verletzung an der Achillessehne zu, die die Teilnahme an den Weltmeisterschaften in Helsinki verhinderte und eine Operation erforderlich machte.
Sie war insgesamt 13-mal Deutsche Meisterin über 800 Meter.
Claudia Gesell startete zunächst für LAC Quelle Fürth, dann von 1999 bis 2005 für TSV Bayer 04 Leverkusen und wechselte danach zur LAV ASICS Tübingen. Sie machte ihr Abitur am Max-Reger-Gymnasium in Amberg und ist nach einem Studium an der TU München seit 2006 diplomierte Sportwissenschaftlerin.
Nach diversen Verletzungen beendete sie 2007 ihre aktive Karriere.
Claudia Meier-Gesell ist verheiratet und hat zwei Kinder. Sie arbeitet heute als Sportlehrerin an der Städtischen Wirtschaftsschule Friedrich Arnold in Amberg.
Sie ist seit 1996 Trägerin des Goldenen Ehrenrings ihrer Heimatstadt Waldsassen.

## Persönliche Bestleistungen
- 800 m: 1:58,37 min Leverkusen, 20. August 2000
- 1000 m: 2:37,86 min Karlstadt, 20. Juni 1999